# Monasterio de Santa María (Cenarruza)
La antigua colegiata de Zenarruza,  de Cenaría,  de Cenarruza o de Ziortza se encuentra en el municipio vizcaíno de Cenarruza-Puebla de Bolívar en el País Vasco, España. En la actualidad es un priorato de la Orden Cisterciense de la Estrecha Observancia dependiente de la abadía Monasterio de la Oliva. Fue un importante enclave dentro de la ruta jacobea de la costa y su influencia se extendía más allá de la comarca superando el ámbito religioso. Fue declarado Monumento histórico-artístico en 1948.
En 2015, en la aprobación por la Unesco de la ampliación del Camino de Santiago en España a «Caminos de Santiago de Compostela: Camino francés y Caminos del Norte de España», fue incluido como uno de los bienes individuales (n.º ref. 669bis-009) del camino primitivo.

## Historia

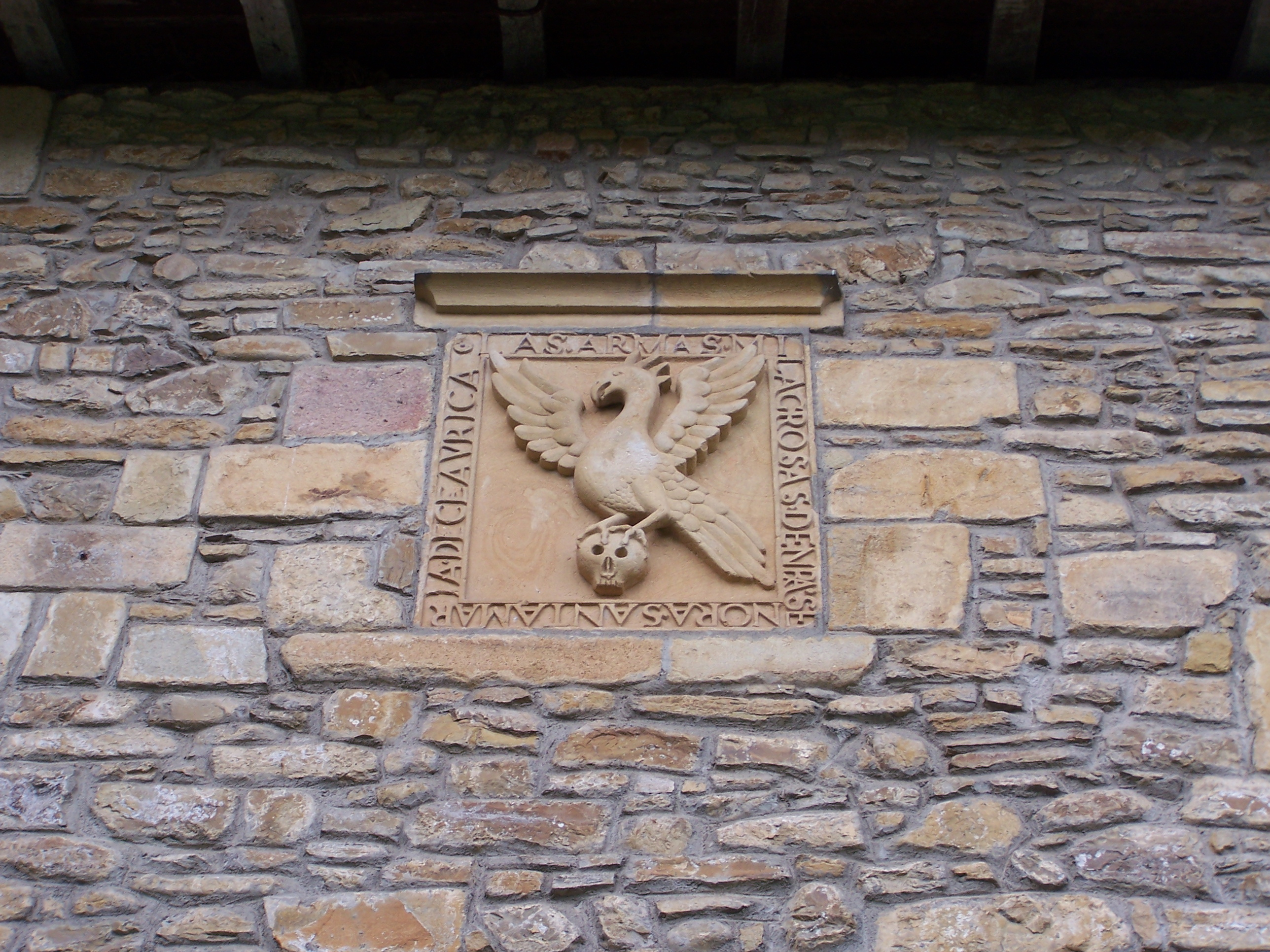
Escudo puerta oeste

La tradición marca su fundación en el siglo X con una leyenda que cuenta como el día de la Asunción del año 968 los vecinos celebraban misa en la iglesia de Santa Lucía de Garay en Guerricaiz cuando un águila cogió una calavera de una tumba que estaba abierta y se la llevó hasta que la dejó caer en el lugar donde hoy está la iglesia de Cenarruza. Los vecinos entendieron este hecho como una señal y levantaron, en el lugar donde el águila dejó la calavera, una iglesia que con el tiempo se constituye en parroquia del núcleo poblacional y sus caseríos.
La etimología del nombre puede venir de Tzea Urriak (Cea Urriac) nombre de una planta que era muy frecuente en el lugar, o de Tzear Otza, que quiere decir ladera fría.
A finales del siglo XIV, el crecimiento de las peregrinaciones a Santiago y de la importancia del lugar, llevaron a las familias más representativas de la zona a promover la constitución de un cabildo colegial en la que era su parroquia. Es así como Cenarruza quedó erigida como colegiata en 1379, por don Gonzalo de Mena y Roelas, obispo de Calahorra, diócesis a la que entonces pertenecía Vizcaya.
La colegiata existió hasta la reducción de las mismas por el Concordato de 1851. La falta de una comunidad que se hiciera cargo de la misma y de rentas para el mantenimiento del conjunto, llevó a un progresivo deterioro, con varios incendios incluidos, desapareciendo buena parte de la riqueza artística y bibliográfica de la ex-colegiata.
En los años ochenta del siglo XX la Diputación Foral de Vizcaya inicia, con el apoyo de la diócesis de Bilbao, el proceso de restauración de lo que se mantenía en pie, especialmente la iglesia y el claustro. En 1988 se instala una primera comunidad de monjes cistercienses procedentes de la Abadía de Santa María de la Oliva, en Navarra. En la actualidad se constituyen en priorato de la orden trapense, manteniendo abierta una hospedería para peregrinos.

## Descripción
El complejo consta de:
- La iglesia, del siglo XIV en sus orígenes aunque con muchas remodelaciones correspondiendo el estado actual a un estilo gótico y pudiéndose fechar en el siglo XV. En su interior hay un magnífico órgano, de los más antiguos de Vizcaya y un conjunto escultórico interesante. El pórtico tiene curiosas tallas en sus vigas y la puerta de entrada luce un conjunto escultórico que representa a Jesucristo con dos ángeles músicos.
- El claustro, renacentista. De planta cuadrada y dos cuerpos con arcos de medio punto el primero y rebajados el segundo. En las enjutas hay conchas de peregrino y cruces flordelisadas.
- La puerta este, que es la principal de entrada al complejo religioso, es de medio punto con el escudo de armas de las familias Múgica y Butrón.
- La puerta oeste, más pequeña que la este luce el mismo escudo y sobre el mismo la imagen del águila con el cráneo entre las garras.

Tuvo hospital de peregrinos que se destruyó en un incendio pero que ha sido reconstruido recientemente y sirve como hospedería. Quedan restos de la calzada de acceso que formaba parte del Camino de Santiago.

## Enlaces externos

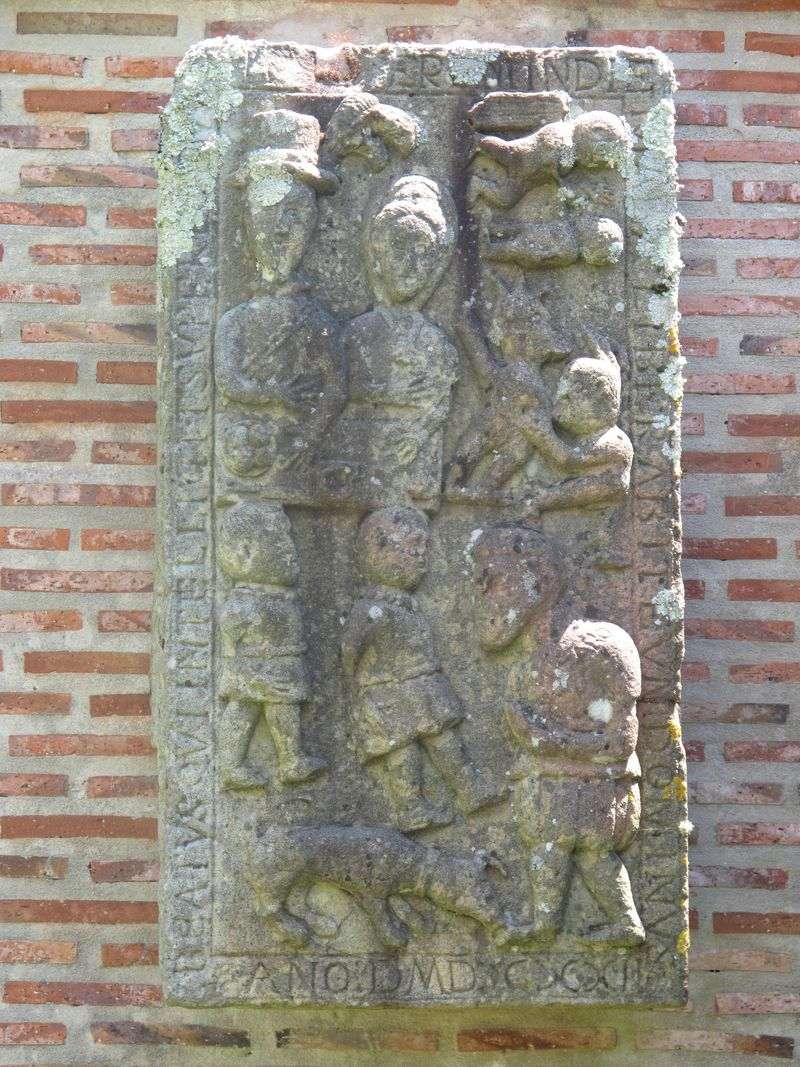
Parábola del rico epulón y el pobre Lázaro.